# George Beijerle
George Johannes Hermanus Beijerle (Londen, 19 juni 1856 – Amsterdam, 5 april 1921) was een Nederlands componist.
Hij werd geboren binnen het gezin van Berlijnse danser Leonhard Reinhold Beijerle en de Amsterdamse Johanna Catharina Braakensiek, zij was waarschijnlijk ook danseres. Hij was getrouwd met Johanna Catharina Steelink; hun in 1890 geboren zoon George Johan Beijerle werd belastinginspecteur.
Hij kreeg geen onderwijs aan een conservatorium, hij had privéleraren. In 1892 haalde hij zijn onderwijsakte voor zang. Hij werd in eerste instantie muziekonderwijzer en bijvoorbeeld zangleraar aan de kweekschool in Amsterdam.
In 1878 was hij nog op het podium te vinden met een Soiree musicale met onder meer Nicolaas Wedemeijer in Hilversum, het Stationsgebouw. In 1902 volgde hij Simon van Adelberg op als secretaris van de Algemeene Muziekonderwijzersvereeniging. Even later was hij zangdocent aan de particuliere muziekschool van Ary Belinfante en diezelfde Adelberg. Hij trad eind 1902 op als koordirigent. Hij herzag het Practisch leerboek voor het onderwijs in den zang, ten dienste der scholen (1920).
Een van zijn leerlingen op compositiegebied is Herman Johannes den Hertog, meer bekend als schaker en co-auteur van Practische schaaklessen.
Hij schreef ongeveer negentig composities waaronder:
- Ada van Holland; een opera in vier akten uit 1891; het is onbekend of het ooit is uitgevoerd
- Stamzang (1901) (in bundel met z’n vieren)
- Mooi Holland (1901) (in bundel met z’n vieren en opgenomen in Kun je nog zingen, zing dan mee) ; tekst Willem Hendrik Kirberger
- Druïdenzang (1902) (was verplicht werk voor zangconcours in Amsterdam en opnieuw in 1935)
- De improvisator, blijspel met muziek van Beijerle in 1902
- Don Quichot, een opera; de ouverture werd op 20 juli 1905 uitgevoerd in het Concertgebouw in Amsterdam, dirigent Martin Heuckeroth
- Herfstgedachten
- Jubellied voor Zeeuws-Vlaanderen (1923) op tekst van Nelly van Vuuren-Timmerman ter gelegenheid van het 25-jarig regeerjubileum van koningin Wilhelmina der Nederlanden (opus 75!)
- Polka en wedstrijd, drie keer uitgevoerd in 1914 in het Concertgebouw onder leiding van eerder genoemde Den Hertog.